# Héctor Macchiavello
Héctor Macchiavello (* angeblich 21. September 1903) war ein uruguayischer Fußballspieler.

## Karriere

### Verein
Torhüter Macchiavello spielte auf Vereinsebene mindestens 1935 für den Racing Club de Montevideo in der Primera División. 1939 schloss er sich dem Club Atlético Peñarol an. Bei den „Aurinegros“ stand er bis ins Jahr 1941 im Kader. Allerdings wird er in diesem Zeitraum nur im Jahr 1940 neben Julio Barrios, dem Stammtorwart der Vorsaison, im Tor der Kernmannschaft der Montevideaner geführt. Eine von anderer Quelle behauptete, von 1938 bis 1945 währende Zugehörigkeit zu Audax Italiano in Chile kann jedenfalls in diesem Umfang nicht den Tatsachen entsprechen.

### Nationalmannschaft
Macchiavello war Mitglied der A-Nationalmannschaft Uruguays. Sein erstes Länderspiel bestritt er am 4. Dezember 1932 im Rahmen der Copa Río Branco gegen Brasilien. Er gehörte dem Aufgebot Uruguays bei der Südamerikameisterschaft 1935 an, bei der Uruguay den Titel gewann. Dort kam er am 18. Januar 1935 in der Begegnung mit Chile zu seinem zweiten und letzten Länderspieleinsatz.

### Erfolge
- Südamerikameister: 1935